# Жуківка (Керч)
Жуківка (крим. Jukivka) — місцевість Керчі, Україна, розташована на сході міста, колишнє село.

## Опис
У наші дні багато жителів Жуківки працюють на підприємствах рибного господарства, сезон путіни на Керченській протоці припадає на пізню осінь та першу половину зими — для місцевих рибалок це період найактивнішої роботи.
Більшість населення Жуківки проживає у приватних будинках. Реалізовано газопостачання, є артезіанська свердловина, але централізоване водопостачання (станом на 2014 рік) відсутнє, міська влада розглядає плани щодо прокладання водоводу до Жуківки.
Жуківка пов'язана з центром міста рейсами маршрутного таксі (маршрут № 18 від автовокзалу Керчі).
Поруч із селищем розташований порт «Крим» та залізнична станція «Крим» Керченської поромної переправи.

## Історія
Засновником селища вважається рибалка Іван Єремійович Жученко на прізвисько Жук, який на початку другої половини XIX століття придбав ділянку землі неподалік мису Фонар. Збудувавши будинок і обзавівшись човном, Іван Єремійович із сином зайнялися рибним промислом. Незабаром вони розбагатіли, купили ще кілька баркасів, найняли рибалок, створивши рибальські бригади. Рибалки почали будувати собі хати біля будинку Жученка, заклавши основу майбутнього селища.
На верстової карті Криму 1896 року у селищі Жуківка позначено 15 дворів, Жуків хутір згадується у «Пам'ятній книжці Керч-Єнікальського градоначальства на 1913 рік».
На початку 1950-х років неподалік було збудовано Керченську поромну переправу.